# Індикт
Інди́кт (або індиктіон) — церковний період в 15 років, який починався 1 вересня і був затверджений Отцями Першого Вселенського Собору у 325 році. 

## Тлумачення
Слово «індикт», з лат. «indictio», дослівно означає проголошення або податок. 

## Історія
Початково це був наказ римських правителів, за яким через певний період здійснювали облік і оцінку земельних маєтків громадян держави. Перший такий Індикт з'явився за правління імператора Діоклетіана (284—305). З часом слово «індикт» почало позначати не тільки імператорський наказ, але й період п'ятнадцятилітнього циклу і також його перший день.